# Ceratobaeus
Ceratobaeus is een geslacht van vliesvleugelige insecten van de familie Scelionidae.

## Soorten
- C. lucifugax Kieffer, 1910
- C. pedestris Kieffer, 1908
- C. surdus Kononova & Petrov, 1997